# Hollisteria
Hollisteria, monotipski biljni rod iz porodice dvornikovki. Jedina vrsta je C. thurberi, jednogodišnja raslinja iz jugozapada SAD-a (Kalifornija).
H. lanata raste na visinama od 10-1000 m. Vrijeme cvatnje su od ožujka do srpnja. Kromosomi: n=21.

## Stanište
Pješčana do šljunčana ili glinasta tla, mješoviti travnjaci, pustinjsko šipražje, zajednice čaparala, šume.

## Sinonimi
- Eriogonum lanatum (S.Watson) Roberty & Vautier; Boissiera 10: 96 (1964)

## Vanjske poveznice
Calflora